# Diplurodes
Diplurodes is een geslacht van vlinders van de familie spanners (Geometridae), uit de onderfamilie Ennominae.

## Soorten
- D. anetotasis Prout, 1935
- D. celebensis Debauche, 1941
- D. coremiaria Hampson, 1896
- D. decursaria Walker, 1862
- D. euzone Wehrli, 1941
- D. exprimata Walker, 1861
- D. fimbripedata Warren, 1900
- D. flatipennata Walker, 1862
- D. hollowayi Sato, 1990
- D. indentata Warren, 1897
- D. inundata Prout, 1929
- D. ioge Prout, 1932
- D. karsholti Sato, 1990
- D. luzonensis Sato, 1990
- D. nebridota Turner, 1904
- D. parvularia Leech, 1891
- D. picta Warren, 1896
- D. refrenata Prout, 1932
- D. semijubata Prout, 1929
- D. semiparata Walker, 1861
- D. shoreae Prout, 1934
- D. submontana Holloway, 1976
- D. subtriangula Prout, 1932
- D. sugillata Prout, 1932
- D. triangularis Warren, 1896
- D. vestita Warren, 1896